# 利雁神社
利鴈神社（とかりじんじゃ）は、大阪府羽曳野市尺度にある神社である。式内社で、旧社格は村社。明治時代に富田林市宮町の美具久留御魂神社に合祀され同社の摂社となったが、旧社地の尺度にも同名社が再建された。

## 祭神
保食神・品陀別命・天児屋根命を祭神とする。
『大日本史神祇志』や『地理志料』では饒速日命の末裔の依羅氏の祖神を祀ると記している。『神社要録』では「祭神不詳」としている。

## 歴史
創建の由緒は不詳である。元は尺土村の西南の利雁山に鎮座し「王の宮」とも称していたという。延喜式神名帳では小社に列している。天正年間の兵乱で社殿を失い、慶長17年に遷座した。明治5年（1872年）に村社に列格したが、明治40年10月12日、喜志村字宮（現 富田林市宮町）の美具久留御魂神社に合祀された。
再建時期は不詳であるが、合祀後、羽曳野市尺度の西方寺の西側に利雁神社が再建された。